# Maeandrogonaria valentina
Maeandrogonaria valentina là một loài bướm đêm trong họ Geometridae.